# PSM (企業)
PSM（Projekt System & Management ）はドイツの軍需企業である。

## 概要
ドイツ連邦軍の向けの兵器開発を調整する目的とプーマ装甲歩兵戦闘車の生産の為に、クラウス＝マッファイ・ウェグマンとラインメタル・ランドシステムの合弁事業として2002年に設立された。
なお、プーマ装甲歩兵戦闘車は演習などで不具合が多発。2022年12月、ドイツ政府から新規調達が中止されることが発表された。
ラインメタルはPSMを通じたプーマの製造・サポート事業を継続する一方で、独自にプーマとほぼ同級のリンクス歩兵戦闘車を開発。2020年にハンガリーから218両の発注を得る等、各国に売り込みを進めている。
また仏国営企業ネクスターと合併しているクラウス=マッファイも、ボクサー装輪装甲車の各種ミッション・モジュールを装備できる、ボクサー装軌型を開発している。